# Peter Frederik Møller
Peter Frederik Møller (født 4. marts 1855 i Kappel, død 26. april 1943) var en dansk officer.
P.F. Møller var søn af toldforvalter, justitsråd P.T. Møller (død 1902) og hustru f. Juel, blev sekondløjtnant 1874, premierløjtnant 1880, var adjutant hos krigsminister J.J. Bahnson 1886-94, blev kaptajn 1890, stabschef hos Generalinspektøren for Fodfolket 1896-1901, var ved Generalstaben 1901-04. Han blev oberstløjtnant 1904, oberst og chef for 5. Regiment 1908, generalmajor og chef for Jyske Brigade 1911, generalinspektør for Fodfolket 1913. 1922 tog han afsked fra militæret.
1914-21 var P.F. Møller formand for Det Krigsvidenskabelige Selskab og 1920-23 for Dannebrogsmændenens Forening. Han var Kommandør af 1. grad af Dannebrog og Dannebrogsmand. Han var også dekoreret med Æreslegionen, Grifordenen, Nederlandske Løves Orden, Sankt Olavs Orden (Kommandør med stjerne) og Sværdordenen.
Han var gift med Emilie f. Lundbye (18. april 1858 i København -), datter af oberst Emanuel Andreas Lundbye.